# Тревойнш
Тревойнш (порт. Trevões)  —  район (фрегезия) в Португалии,  входит в округ Визеу. Является составной частью муниципалитета Сан-Жуан-да-Пешкейра. По старому административному делению входил в провинцию Траз-уж-Монтиш и Алту-Дору. Входит в экономико-статистический  субрегион Доуру, который входит в Северный регион. Население составляет 639 человек на 2001 год. Занимает площадь 21,55 км².
Покровителем района считается Святая Маринья (порт. Santa Marinha). 